# ED Invest
ED Invest S.A. – polska firma deweloperska z siedzibą w Warszawie, działająca na rynku nieruchomości od 2003 roku. Spółka realizuje przede wszystkim budownictwo wielo- i jednorodzinne, zarówno na gruntach powierzonych, jak i własnych. Głównym obszarem działalności ED Invest S.A. jest warszawski Gocław, gdzie we współpracy ze Spółdzielnią Mieszkaniową Gocław-Lotnisko i Spółdzielnią Mieszkaniową Orlik-Jantar wybudowała kilka dużych inwestycji mieszkaniowo-usługowych, obejmujących ponad 2000 mieszkań. 
Od października 2010 r. ED Invest ma status spółki publicznej i jest notowana na Giełdzie Papierów Wartościowych w Warszawie.
Spółka jest członkiem Polskiego Związku Firm Deweloperskich, Polskiego Związku Pracodawców Budownictwa i posiada Certyfikat Dewelopera.

## Zakończone realizacje
| Nazwa osiedla                 | Miejscowość | Rok realizacji | Liczba mieszkań |
| ----------------------------- | ----------- | -------------- | --------------- |
| Przy Dywizjonu 303            | Warszawa    | 2013           | 54              |
| Ogrody Bielawy                | Bielawa     | 2008           | 39              |
| Nasturcji                     | Nowa Wola   | 2013           | 32              |
| Przy Parku etap I i II        | Zamienie    | 2006, 2011     | 19              |
| Krasnowolska                  | Warszawa    | 2005           | 19              |
| Jantar Bis                    | Warszawa    | 2006           | 364             |
| Jantar                        | Warszawa    | 2005           | 217             |
| Iskra VI etap I               | Warszawa    | 2015           | 176             |
| Iskra VI etap II              | Warszawa    | 2017           | 157             |
| Iskra VI etap III             | Warszawa    | 2019           | 79              |
| Wilga VII zad. 8              | Warszawa    | 2016           | 188             |
| Wilga VII zad. 6              | Warszawa    | 2011           | 214             |
| Pasaż Aniński bud. E          | Warszawa    | 2021           | 84              |
| Wilga VI                      | Warszawa    | 2022           | 104             |
| Pasaż Aniński bud. D etap II  | Warszawa    | 2023           | 117             |
| Pasaż Aniński bud. C etap III | Warszawa    | 2023           | 119             |
| Wilga bud. C                  | Warszawa    | 2021           | 82              |
| Orlik                         | Warszawa    | 2021           | 164             |

## Nagrody
- nagrody w kategorii Rzetelność oraz Jakość Obsługi Klienta przyznane w Plebiscytach Mieszkańców Nowych Domów i Mieszkań przeprowadzonych przez Murator Expo i GfK;
- Certyfikat Dewelopera przyznany przez Centralne Biuro Certyfikacji Krajowej[4];
- godło Deweloper Roku 2011 w ogólnopolskim konkursie Centralnego Biura Certyfikacji Krajowej;
- godło Inwestycji Roku 2011 dla obiektu WILGA VII na Gocławiu;
- godło Rzetelna Firma 2012;
- tytuł Jakość Roku 2012[5] przyznany w największym konkursie projakościowym w Polsce;
- godło Deweloper Roku w latach 2013, 2014, 2015 w ogólnopolskim konkursie Centralnego Biura Certyfikacji Krajowej.